# Ковпак Сидір Артемович
Си́дір Арте́мович Ковпа́к (нар. 13 (25) травня 1887, с. Котельва, Охтирський повіт, Харківська губернія, Російська імперія — пом. 11 грудня 1967, Київ, Українська РСР, СРСР) — один із керівників українського комуністичного руху опору в роки Другої світової війни, командир Путивльського партизанського загону (пізніше — Сумського партизанського з'єднання, ще пізніше — Першої Української партизанської дивізії), двічі Герой Радянського Союзу (18 травня 1942 й 4 січня 1944), генерал-майор. Член ЦК КП(б)У в 1942—1943 та 1949—1967 роках. Депутат Верховної Ради СРСР 2-7-го скликань. Член Верховного Суду УРСР. Заступник Голови Президії Верховної Ради УРСР (1947—1967).

## Біографія
Народився 13 травня (25 травня за н.ст.) у селі Котельва (нині селище міського типу Полтавської області України) в бідній селянській родині. Сім'я була багатодітна, 6 синів і 4 дочки.
Строкову службу проходив у російській імператорській армії, у Саратові в Олександрівському полку. Після служби залишився в Росії, працював вантажником.
Учасник Першої світової (службу проходив у 186-му піхотному Асландузському полку) та Громадянської воєн. Під час Першої світової війни воював на Південно-Західному фронті, учасник Брусиловського прориву. У квітні 1915 року у складі почесної варти його особисто нагородив Микола II Георгіївським хрестом. Загалом його нагороджено Георгіївськими хрестами III і IV ступенів та медалями «За хоробрість» («георгіївськими» медалями) III і IV ступенів.

### Доба УНР і мирний час
Член ВКП(б) з 1919 року. У добу національно-визвольних змагань в Україні воював у Червоній армії, очолював більшовицький диверсійний загін, що боровся з військами гетьмана Павла Скоропадського разом із загонами Пархоменка, потім був бійцем 25-ї Чапаєвської дивізії на Східному фронті, де роззброював козаків, брав участь у боях з російською Добровольчою армією генералів А. І. Денікіна та Врангеля на півдні України.
З липня до листопада 1921 року — військовий комісар м. Великого Токмака, що на Запоріжчині. У 1921—1926 роках — помічник повітового воєнкома, повітовий воєнком, воєнком Павлоградського округу Катеринославської губернії (з 1926 року — Дніпропетровська область України). Одночасно в 1925—1926 роках — голова сільськогосподарської артілі в селі Вербки. З 1926 року — директор Павлоградського військово-кооперативного господарства, у 1930-му став головою сільськогосподарського кооперативу в Путивлі, з 1935 року — завідувачем дорожнього відділу Путивльського райвиконкому, з 1937 року — голова Путивльського міськвиконкому Сумської області Української РСР.

У 1930-х Ковпак закінчив спецшколу ОДПУ з підготовки організаторів партизанської і підпільної боротьби. Один з викладачів, полковник Ілля Старинов, основоположник мінно-диверсійної справи в Червоній армії, згадував:
«Склад був найрізноманітніший. Тут одночасно були юнаки і дівчата, і літні чоловіки, непридатні для військової служби… вчилися під псевдонімами. При цьому до командирів партизанських формувань пред'являлися більш високі вимоги, ніж до командирів підрозділів і частин Червоної армії».
У передвоєнні роки Ковпака мали намір заарештувати як ворога народу. Але, будучи своєчасно попереджений знайомим начальником районного відділу НКВС, зумів сховатися і благополучно дочекався, поки ситуація не поліпшилася для нього.

### Друга світова війна
Один з організаторів партизанських загонів в Українській РСР — командир Путивльського загону, а потім — з'єднання партизанських загонів у Сумській області. Також до партизанських загонів був причетний його брат Семен Артемович.
Початок Німецько-радянської війни застав Сидора Артемовича в 54-річному віці. На той час він був головою Путивльського міськвиконкому Сумської області. 8 вересня 1941 року Ковпак відправив своїх людей у Спадщанський ліс, а сам залишався, поки не побачив, як німці в'їжджають у місто, і зник у лісі. До кінця місяця загін складався з 42 осіб, озброєних 36 гвинтівками, 5 автоматами, 8 гранатами. А ще загон мав близько тонни вибухівки, добутої з мінних полів.
Після перших диверсійних акцій ковпаківців німецька адміністрація вдалася до акції у відповідь — послала угорських солдатів для контроперацій у місцевих селах, які були поблизу партизанських загонів. За добу було винищено 586 селян.
17 жовтня загін Сидора Ковпака злився із загоном Семена Руднєва, який став у новому формуванні комісаром. Саме цей тандем і прославив Путивльський партизанський загін. Багато разів приходили чутки про те, що загони Ковпака знищені, але щоразу вони виявлялися чутками. Багато, надихнувшись подвигами своїх співгромадян, вступали до лав партизанів.
|  | Ніхто не знає, куди ми йдемо, і ніхто не повинен знати, звідки ми прийшли, — говорив С. Ковпак. — Весь народ воює. А ми лише невеликий струмок у грізному потоці народу. |

Загін зріс до півтори тисячі осіб і став Сумським партизанським з'єднанням. В арсеналі ковпаківців з'явився навіть трофейний танк (корпус танка знаходиться у Спадщанському лісі, неподалік від Музею партизанської слави в Путивлі). Гітлерівці регулярно направляли в ліс сили для придушення партизанів, проте всякий раз зазнавали поразки, залишаючи партизанам трофеї — зброю, амуніцію, одяг, продовольство.
|  | «Мій постачальник — Гітлер», — любив повторювати Ковпак. |

Так тривало близько року.
У своєму щоденнику Руднєв місцями негативно відгукується про Ковпака, називає його «тупим і хитрим», згадує про коханку, яку Ковпак мав у партизанському з’єднанні.
У 1941—1942 роках ковпаківці здійснили рейди в тилу ворога по Сумській, Курській, Орловській і Брянській областях. Наприкінці весни 1942 року партизанському з'єднанню вдалося на короткий термін захопити Путивль, а за літо пройти з успішними боями 6047 км, знищити 12 ешелонів, 25 одиниць бронетехніки і близько 5000 солдатів і офіцерів вермахту. Особливу увагу приділяли підривам залізниць — труднощі з постачанням продовольства, зброї, техніки, припасів ставили німецькі війська у скрутне становище.
9 квітня 1943 року С. А. Ковпаку було надано військове звання генерал-майор.
3 лютого 1944 року Сумське партизанське з'єднання було перейменоване на 1-шу Українську партизанську дивізію імені двічі Героя Радянського Союзу С. А. Ковпака під командуванням Петра Вершигори. 15 серпня 1944 року дивізію підпорядковано НКВС УРСР для боротьби з підпільниками ОУН та загонами Української повстанської армії. У листопаді 1944 року наказом Українського штабу партизанського руху дивізію розформовано.

### Після Другої світової війни
По завершенні війни жив на державній дачі під Києвом, поруч із поетом Павлом Тичиною.
З 1944 року — член Верховного Суду УРСР. У 1947—1967 роках — заступник Голови Президії Верховної Ради УРСР. У квітні — грудні 1967 р. — член Президії Верховної Ради УРСР.
Помер 11 грудня 1967 року в Києві, похований на Байковому кладовищі (ділянка № 1; надгробок — граніт, скульптор Флоріан Коцюбинський, архітектор Георгій Урусов; встановлений у 1968 році).

## Нагороди і відзнаки
СРСР
- Двічі Герой Радянського Союзу:
  - Медаль «Золота Зірка» (№ 708; 18.05.1942)
  - орден Леніна (18.05.1942)
  - Медаль «Золота Зірка» (№ 16; 04.01.1944)
- три ордени Леніна (23.01.1948; 25.05.1957; 25.05.1967)
- орден Червоного Прапора (24.12.1942)
- орден Суворова I ст. (02.05.1945)
- орден Богдана Хмельницького I ст. (07.08.1944)
- медалі:
  - медаль «Партизанові Вітчизняної війни» I ст. (04.03.1943)
  - медаль «Партизанові Вітчизняної війни» II ст. (05.06.1943)
  - медаль «За перемогу над Німеччиною у Великій Вітчизняній війні 1941—1945 рр.» (09.05.1945)
  - медаль «20 років перемоги у Великій Вітчизняній війні 1941—1945 рр.» (07.05.1965)
  - медаль «За доблесну працю у Великій Вітчизняній війні 1941—1945 рр.» (1945)
  - медаль «В пам'ять 800-річчя Москви»;
  - медаль «В пам'ять 250-річчя Ленінграда»

Російська імперія
- Георгіївський хрест III ст.
- Георгіївський хрест IV ст.
- дві Георгіївські медалі

Польська Народна Республіка
- Хрест Грюнвальда III ст.

Чехословацька Соціалістична Республіка
- орден Білого лева II ст.
- Чехословацький військовий хрест
- медаль «В пам'ять 20-річчя Словацького повстання 1944 року»

Угорська Народна Республіка
- Угорська Партизанська пам'ятна медаль

Італія
- дві медалі «Гарібальді».

## Вшанування пам'яті
У 1973—1976 роках про Ковпака було знято художній фільм «Дума про Ковпака».
За біографією Сидора Ковпака у 2012 році знято документальний фільм «Партизанський генерал».
«Ковпак повинен залишитися в мистецтві й історії України… Кажуть, старий — великий оригінал, тонка, мудра людина, справжній син народу» — Олександр Довженко.